# Wereldkampioenschap schaatsen allround kwalificatie 2006 (Noord-Amerika & Oceanië)
De achtste editie van de Continentale kampioenschappen schaatsen voor Noord-Amerika & Oceanië werden gehouden op 21 en 22 januari 2006 in de Olympic Oval te Calgary, Canada.
Vanaf de editie van 1999 was het aantal deelnemers aan het WK Allround door de ISU op 24 deelnemers vastgesteld. De startplaatsen werd voortaan per continent verdeeld. Voor Europa werd het EK allround tevens het kwalificatietoernooi voor het WK allround. Voor Azië en Noord-Amerika & Oceanië waren er door de ISU in 1999 speciaal kwalificatietoernooien voor georganiseerd.
In 2006 namen er uit Noord-Amerika zes mannen en vijf vrouwen deel aan het WK allround.
| zaterdag 21 januari                                                     | zondag 22 januari                                                           |
| ----------------------------------------------------------------------- | --------------------------------------------------------------------------- |
| 500 meter vrouwen 3000 meter vrouwen 500 meter mannen 5000 meter mannen | 1500 meter vrouwen 5000 meter vrouwen 1500 meter mannen 10.000 meter mannen |

## Mannentoernooi
Er namen twaalf mannen aan deze editie deel. Zes uit Canada en zes uit de Verenigde Staten. De Amerikaan Chad Hedrick werd de vierde winnaar van dit "Continentaal Kampioenschap". Zijn puntentotaal van 148,799 was een nieuw Wereldrecord op de grote vierkamp. De top vijf van dit toernooi nam ook deel aan het WK Allround. De als zesde geëindigde Amerikaan KC Boutiette moest zijn plaats afstaan aan zijn landgenoot, en de wereldkampioen van 2005, Shani Davis die niet deelnam aan dit toernooi. Shani Davis prolongeerde zijn titel op het WK Allround. Denny Morrison werd vijfde en ook Chad Hedrick klasseerde zich bij de laatste twaalf.

### Eindklassement
| Rang   | Schaatser          | Land             | Punten     | 500m       | 5000m        | 1500m        | 10.000m       |
| ------ | ------------------ | ---------------- | ---------- | ---------- | ------------ | ------------ | ------------- |
| Goud   | Chad Hedrick       | Verenigde Staten | 148,799 WR | 36,23 (2)  | 6.16,93 (1)  | 1.44,92 (2)  | 13.18,06 (1)  |
| Zilver | Arne Dankers       | Canada           | 151,132    | 38,00 (11) | 6.17,30 (2)  | 1.46,21 (4)  | 13.19,99 (2)  |
| Brons  | Steven Elm         | Canada           | 151,530    | 36,45 (3)  | 6.27,48 (4)  | 1.46,17 (3)  | 13.38,84 (4)  |
| 4      | Denny Morrison     | Canada           | 151,913    | 35,98 (1)  | 6.30,23 (6)  | 1.44,42 (1)  | 14.02,09 (8)  |
| 5      | Justin Warsylewicz | Canada           | 152,254    | 37,27 (8)  | 6.25,04 (3)  | 1.48,21 (6)  | 13.28,21 (3)  |
| 6      | KC Boutiette       | Verenigde Staten | 153,545    | 36,97 (6)  | 6.31,55 (7)  | 1.48,97 (8)  | 13.41,94 (5)  |
| 7      | Jamie Ivey         | Canada           | 154,917    | 36,77 (5)  | 6.35,11 (8)  | 1.50,25 (11) | 13.57,72 (7)  |
| 8      | Charles Leveille   | Verenigde Staten | 155,037    | 38,50 (12) | 6.27,70 (5)  | 1.49,30 (9)  | 13.46,68 (6)  |
| 9      | Paul Dyrud         | Verenigde Staten | 156,861    | 37,97 (10) | 6.38,43 (9)  | 1.49,91 (10) | 14.08,25 (9)  |
| 10     | Kreg Greer         | Verenigde Staten | 160,432    | 37,23 (7)  | 6.52,51 (11) | 1.51,89 (12) | 14.53,11 (10) |
| nc11   | Derek Parra        | Verenigde Staten | 112,680    | 36,57 (4)  | 6.38,74 (10) | 1.48,70 (7)  | -             |
| -      | Dustin Molicki     | Canada           | 73,100     | 37,41 (9)  | ns           | 1.47,19 (5)  | -             |

Vet gezet is kampioenschapsrecord

## Vrouwentoernooi
Er namen twaalf vrouwen aan deze editie mee. Zes uit Canada en zes uit de Verenigde Staten. De Canadese Cindy Klassen werd met overmacht voor de derde keer winnares van dit "Continentaal Kampioenschap". Ze won alle vier afstanden en eindigde ruim drie punten voor nummer twee, Kristina Groves. Haar puntentotaal van 157,177 was een nieuw Wereldrecord op de kleine vierkamp. De top vijf van dit klassement nam ook deel aan het WK Allround. Drie vrouwen eindigden hier in de top twaalf, Klassen werd wereldkampioene, Groves werd 3e en Raney werd 12e. Nesbitt wist zich op de 16e plaats te klasseren en Lamb eindigde als 19e.

### Eindklassement
| Rang   | Schaatsster        | Land             | Punten     | 500m       | 3000m        | 1500m        | 5000m        |
| ------ | ------------------ | ---------------- | ---------- | ---------- | ------------ | ------------ | ------------ |
| Goud   | Cindy Klassen      | Canada           | 157.177 WR | 38,37 (1)  | 3.57,96 (1)  | 1.52,71 (1)  | 6.55,77 (1)  |
| Zilver | Kristina Groves    | Canada           | 160,423    | 39,45 (2)  | 4.03,14 (2)  | 1.54,48 (2)  | 7.02,90 (3)  |
| Brons  | Catherine Raney    | Verenigde Staten | 164,256    | 41,02 (8)  | 4.09,82 (4)  | 1.58,69 (5)  | 7.00,37 (2)  |
| 4      | Maria Lamb         | Verenigde Staten | 164,808    | 39,81 (4)  | 4.11,97 (5)  | 1.58,20 (4)  | 7.16,03 (5)  |
| 5      | Christine Nesbitt  | Canada           | 165,509    | 39,53 (3)  | 4.13,42 (6)  | 1.57,04 (3)  | 7.27,30 (6)  |
| 6      | Clara Hughes       | Canada           | 165,909    | 41,90 (11) | 4.08,49 (3)  | 2.00,74 (7)  | 7.03,48 (4)  |
| 7      | Brittany Schussler | Canada           | 169,003    | 40,17 (5)  | 4.22,63 (10) | 1.58,72 (6)  | 7.34,89 (8)  |
| 8      | Kristine Holzer    | Verenigde Staten | 171,813    | 42,68 (12) | 4.17,83 (7)  | 2.03,45 (8)  | 7.30,12 (7)  |
| 9      | Anna Ringsred      | Verenigde Staten | 172,175    | 41,10 (9)  | 4.22,36 (9)  | 2.03,77 (9)  | 7.40,93 (9)  |
| 10     | Jessica Smith      | Verenigde Staten | 173,608    | 40,43 (6)  | 4.26,26 (11) | 2.07,67 (11) | 7.42,46 (10) |
| 11     | Ericka Hawke       | Verenigde Staten | 174,475    | 40,69 (7)  | 4.29,92 (12) | 2.05,92 (10) | 7.48,26 (11) |
| -      | Michèle d'Amours   | Canada           | 84,943     | 41,69 (10) | 4.19,52 (8)  | ns           | -            |

Vet gezet is kampioenschapsrecord